# Халдей Євген Ананійович

Є. Халдей на Нюрнберзькому процесі

Євге́н Ана́нійович Халде́й (10 березня 1917, Юзівка — 6 жовтня 1997) — фотограф, військовий фотокореспондент. Член Спілки журналістів СРСР, удостоєного титулу «Лицар ордена мистецтва та літератури» (Франція). Автор відомої світлини «Прапор Перемоги над рейхстагом».

## Біографія
Євген Халдей народився в Юзівці (тепер Донецьку). Під час Єврейського погрому 13 березня 1918 р. були вбиті його мати і дід, а однорічна дитина отримала кульове поранення в груди. Навчався в хедері, з 13 років почав працювати на заводі.
Перший знімок зробив у свої 13 років саморобним фотоапаратом. З 18 років працював фотокореспондентом. З 1939 р. — кореспондент «Фотохроніки ТАРС». Знімав Дніпробуд, репортажі про Стаханова. Представляв редакцію ТАРС на військово-морському флоті під час Німецько-радянської війни. Всю війну (1418 днів) працював військовим кореспондентом з камерою «Leica» і пройшов від Мурманська до Берліна.
Знімав Паризьку нараду міністрів іноземних справ, війну з японськими військами на Далекому Сході, конференцію голів союзних держав у Потсдамі, підписання акту капітуляції фашистської Німеччини. На Нюрнберзькому процесі одними з речових доказів були фото Є. Халдея. Брав участь у звільненні Севастополя, штурмі Новоросійська, Керчі, звільненні Румунії, Болгарії, Югославії, Австрії, Угорщини. У часи боротьби з космополітизмом в СРСР був звільнений з «Фотохроніки ТАРС», після смерті Сталіна знову почав працювати в засобах масової інформації. Після війни створив неповторну галерею образів фронтовиків у мирному житті.
У 1995 р. у Перпіньяні (Франція) на Міжнародному фестивалі фотожурналістики Є. Халдею присуждена найпочесніша нагорода у світі мистецтва — титул «Лицар ордена мистецтв та літератури».
У 1997 р. вийшла книга «Свідок історії. Фотографії Євгена Халдея» американського видавництва «Aperture». У травні 1997 р. відбулася прем'єра 60-хвилинного фільму «Євген Халдей — фотограф епохи Сталіна».
У 2004 році видавництвом «Editions Du Chene — Hachette Livre» (Франція) видана книга Марка Гроссе «Халдей. Фоторепортер Радянського Союзу» (Khaldei. Un Photoreporter en Union Sovietique).

## Фотолітопис Євгена Халдея

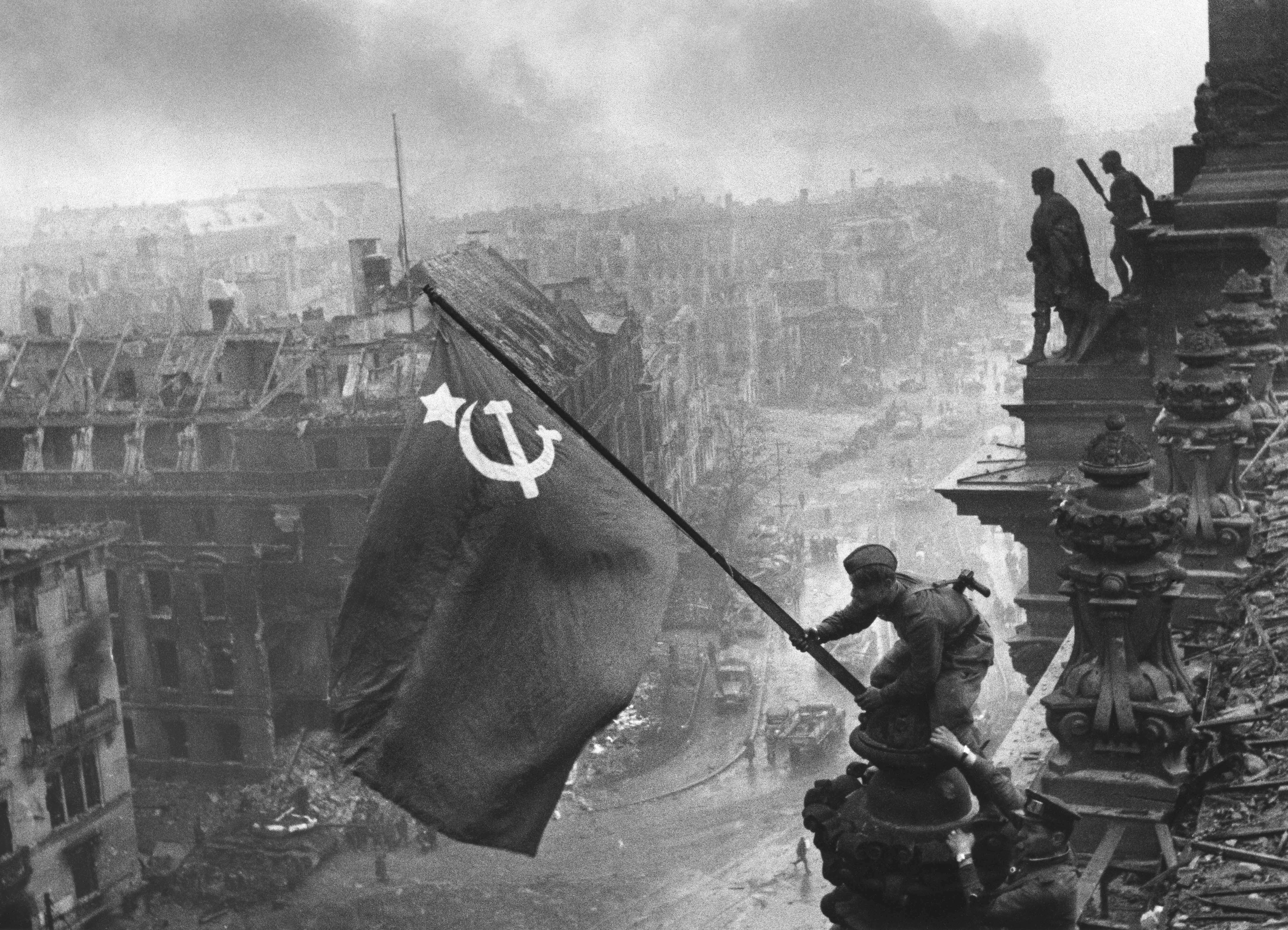
«Прапор Перемоги над Рейхстагом»
Одна з фотографій Євгена Халдея з червоним прапором над рейхстагом. Помилково вважається за встановлення Прапора Перемоги. Насправді зроблена 2 травня 1945

Становлення Є .Халдея як фотокореспондента починається в 1936 році, коли він, журналіст провінційної багатотиражки з м. Сталіно, починає працювати у Фотохроніці ТАРС у Москві. І через короткий час стає справжнім майстром фотопортрета, фіксує найзначніші моменти історії держави: будівництво Магнітогорська та Дніпрогесу; робить чудові репортажі про своїх земляків Олексія Стаханова, Пашу Ангеліну.
Знімок першого дня війни, — люди слухають урядове повідомлення біля вуличних репродукторів, — створений просто спонтанно, ситуаційно — під впливом колосальної напруги моменту.
Звичайно, тоді Євген Ананійович не думав про те, що «буде й останній знімок війни, переможний»1. А між ними — кілометри плівок, що запам'ятали найважливіші події Великої Вітчизняної. Свій фотолітопис військовий фотокореспондент Євген Халдей почав на Північному флоті в Мурманську, продовжив на Чорному морі, був одним з учасників десанту на Керченському півострові, брав участь у штурмі легендарного Севастополя та Новоросійська. Пізніше у фокусі його фотокамери були Румунія, Болгарія, Югославія, Угорщина.
Нарешті — підняття червоного прапора над рейхстагом у поваленому Берліні. Це фото облетіло весь світ і увійшло до всіх підручників з історії. Воно принесло всесвітню славу Євгену Халдею. «Фотограф прапора Перемоги» — так його назвали за цей знімок. А сам автор неодноразово згадував, що він ніс з собою червоне полотнище із серпом і молотом на випадок, якщо у солдатів його в потрібний момент не виявиться.
Костянтин Симонов у передмові до фотоальбому «Від Мурманська до Берліна» так пише про роботи Євгена Халдея: «Коли через багато років після війни писали про неї (війну — Т. Т.), ми могли користуватися не тільки своїми тодішніми записами і замітками, а і своєю пам'яттю про війну. Ми краще або гірше, але все-таки пам'ятали багато чого з того, що залишалося незаписаним тоді в наші блокноти. А нашим фронтовим товаришам-фотокореспондентам у цьому відношенні було набагато важче. Можна заднім числом відновити на папері якийсь епізод, що запам'ятався, або розмову з його учасником. Інша справа — фотокореспондент. Те, що він не зняв тоді, у той день і годину, там, на війні, — уже не знімеш. Те, що не знято, — безнадійно втрачено. Його пам'ять — це знімки»2. З великою майстерністю і приголомшуючою оперативністю Є.Халдей знімав і рядового, і маршала, і генералісимуса. І справа не тільки в тім, що фотографії кореспондента документально передають нам усе, що відбувалося в той момент. Насправді фотографії Халдея вміють розповідати емоційно про прикрощі і радощі відбитих митей. А це вже не просто інформація, це вже мистецтво!
Йому цікава була доля людей, що потрапили на його фото в ті важкі роки. І він зміг реалізувати свій проект — простежити долі героїв своїх фото. У фотоальбомі «Від Мурманська до Берліна» він пише: «Перший день війни. Цією фотографією відкривається альбом. Нікого з групи москвичів, що слухали тоді повідомлення про початок війни, я потім так і не зустрічав. І раптом, уже після виходу альбому, мені зателефонували і сказали: жінку на передньому плані звуть Ганна Яківна Трутнєва, вона живе в Москві. Ми зустрілися з нею, поговорили. Усю війну Ганна Яківна працювала шофером у частинах ППО, возила снаряди, інші вантажі…»3…
Особливе місце в серії фотографій про війну займає всесвітньо відомий знімок — маршал Г. К. Жу-ков приймає Парад Перемоги на Красній площі в Москві 24 червня 1945 року. У своєму фотоальбомі «Від Мурманська до Берліна» Халдей пише: "Я зробив перший знімок — він їде уздовж солдатів з поваленими фашистськими прапорами, зробив другий — і відчуваю: більше знімати не можу, дуже хвилююся, потрібно зібратися з думками.… Через багато років я розповів про те, що зі мною відбувалося, Г. К. Жукову, і Георгій Костянтинович відповів: «Я себе почував так само. Кінь мене ніс по площі, перед собою я не все чітко бачив.… Але що було в мене за спиною, усі ці чотири роки війни, — я бачив дуже чітко»4.
Потім були Далекий Схід, Харбін, Порт-Артур.
Після війни керівництво ТАРС доручало Халдею так звані урядові зйомки. Він працював на конференції міністрів закордонних справ у Парижі, знімав глав держав на Потсдамській конференції, підписання актів про капітуляцію в Німеччині і Японії.
«Частину життя, — як говорив Халдей, — забрали місяці безперервної роботи на Нюрнберзькому процесі. Справою честі агентства ТАРС було розповісти про будні трибуналу і водночас не пропустити сенсацію. Суд тривав не один місяць, і весь цей час спецкор стеріг миті — у залі засідань і у в'язниці. Вибухнув навіть скандал: Герінг навідріз відмовлявся фотографуватися (конфлікт на національному ґрунті, як кваліфікував його Халдей). Інцидент не пройшов поза увагою коменданта, він і поставив на місце свого „підлеглого“. А репортер з лишком компенсував загублений час, знявши рейхсмаршала і на лаві підсудних, і під час обіду, у перервах…». Відомо, що одним з речових доказів на Нюрнберзькому процесі була фотографія Халдея, де був зображений рів, біля Керчі, заповнений трупами знищених гітлерівцями євреїв.
У повоєнний час, у 1948 році, фотограф потрапив під хвилю «боротьби з космополітизмом» і його було звільнено з Фотохроніки ТАРС. Тільки в 1957 році Халдей стає фотокореспондентом газети «Правда», а з 1972 працював у «Радянській культурі».
Є. Халдей не забував і про свій рідний Донецьк: неодноразово бував тут, зустрічався з земляками, робив репортажі про свята і трудові будні Донбасу.
У 1974 році Донецькому обласному краєзнавчому музеєві були передані 57 фотографій, що відбили події Великої Вітчизняної війни, панорамні знімки міст-героїв і панорами Донецька. А в 1978 році фонди музею доповнилися безцінними негативами, на яких — знаменитий бригадир першої жіночої тракторної бригади зі Старобешевого Паша Ангеліна, інші історичні портрети і події, що відтворюють повоєнну розбудову донецького краю.
Неодноразово Донецьк надавав свої зали для персональних виставок Євгена Ананійовича. Це і виставка «Від Новоросійська до Берліна», присвячена 35-річчю Перемоги, і експозиція, що розповідала про великого письменника і велику людину Костянтина Симонова.
Фотоальбоми Євгена Халдея видані в Росії, Німеччині, США, Австрії. З великим успіхом проходили фотовиставки в Італії, Бельгії, Франції, Австрії, Ізраїлі. У 1995 році у Франції на щорічному фотофестивалі Visa йому була присуджена найпочесніша нагорода світу мистецтва — «Лицар ордена мистецтв і літератури». А в травні цього ж року в Брюселі і Парижі відбулася прем'єра фільму «Євген Халдей — фотограф сталінської епохи».
Навіть останній рік його життя — 1997 — коли майстрові було за 80, залишався надзвичайно насиченим і цікавим. Великий успіх мали його виставки в Нью-Йорку і Сан-Франциско, Брюселі і Москві.

## Відео
- Халдей Євген Ананійович